# Monopetalotaxis
Monopetalotaxis là một chi bướm đêm thuộc họ Sesiidae.

## Các loài
- Monopetalotaxis candescens (Felder, 1874)
- Monopetalotaxis chalciphora  Hampson, 1919
- Monopetalotaxis doleriformis (Walker, 1856)
- Monopetalotaxis pyrocraspis (Hampson, 1910)